# John Nance Garner
John Nance Garner   (comtat de Red River, 22 de novembre de 1868 - Uvalde, 7 de novembre de 1967) conegut entre els seus contemporanis com a "Cactus Jack", va ser el 32è vicepresident dels Estats Units, exercint de 1933 a 1941, sota la presidència de Franklin D. Roosevelt. Membre del Partit Demòcrata, Garner va ser el 39è president de la Cambra de Representants dels Estats Units del 1931 al 1933, després d'haver estat representant dels Estats Units per Texas del 1903 al 1933. Garner i Schuyler Colfax són els únics polítics que han presidit ambdues cambres del Congrés dels Estats Units, com a president de la Cambra de Representants i vicepresident dels Estats Units.
Garner va començar la seva carrera política com a jutge del comtat d'Uvalde, Texas. Va servir a la Cambra de Representants de Texas de 1899 a 1903 i va guanyar les eleccions per representar Texas a la Cambra de Representants dels Estats Units el 1902. Va representar el 15è districte al congres de Texas de 1903 a 1933. Garner va exercir com a líder de la minoria de la Cambra de Representants de 1929 a 1931, i va ser elevat a president de la Cambra quan els demòcrates van obtenir el control de la Cambra després d'unes eleccions especials de 1931 (els republicans van mantenir el control immediatament després de les eleccions de 1930, però van perdre quan diversos escons van canviar de partit).
Garner va buscar la nominació presidencial demòcrata a les eleccions presidencials de 1932, però va acceptar servir com a company de fórmula de Roosevelt a la Convenció Nacional Demòcrata de 1932. Ell i Roosevelt van guanyar les eleccions de 1932 i van ser reelegits el 1936. Garner, un sudista conservador, es va oposar a les vagues dels sindicats i a la despesa deficitària del New Deal. Alhora, va ser considerat molt eficaç en l'aprovació de la legislació del New Deal, i Roosevelt es va basar en gran manera en la gran quantitat d'amistats polítiques i habilitats legislatives de Garner per pilotar la legislació del New Deal a través del Congrés. A diferència dels vicepresidents anteriors, Garner també va tenir un paper actiu i no cerimonial al gabinet dels Estats Units. Va trencar amb Roosevelt el 1937 per diversos temes, especialment la centralització del poder al govern federal. Garner va tornar a presentar-se a la presidència a les eleccions presidencials de 1940, però Roosevelt va guanyar la nominació del partit a la Convenció Nacional Demòcrata de 1940 i va escollir Henry A. Wallace com a company de candidatura.

## Biografia
Garner va néixer el 22 de novembre de 1868 en una cabana de troncs amb façanes de fang al comtat de Red River, Texas, fill de John Nance Garner Jr. i Sarah Guest Garner. Aquella cabana ja no existeix, però la gran casa blanca de dos pisos on es va criar sobreviu, al número 260 de South Main Street a Detroit, Texas.
Garner va estudiar a la Universitat Vanderbilt de Nashville, Tennessee, durant un semestre abans d'abandonar els estudis i tornar a casa. Va estudiar dret al bufet Sims and Wright de Clarksville, Texas, va ser admès al col·legi d'advocats el 1890, i va començar a exercir el 1896 a Uvalde, Texas.
El 1893, Garner va entrar en política, presentant-se a jutge del comtat d'Uvalde, el principal funcionari administratiu del comtat. A les primàries, Garner va tenir l'oposició d'una dona: Mariette Rheiner Garner, filla d'un ranxer, amb qui va festejar i es va casar el 1895 després de les eleccions. Garner va guanyar, i com que la nominació demòcrata es considerava equivalent a una elecció en el Solid South posterior a la Guerra Civil, va ser elegit jutge del comtat i va exercir fins al 1896.

## Política de Texas

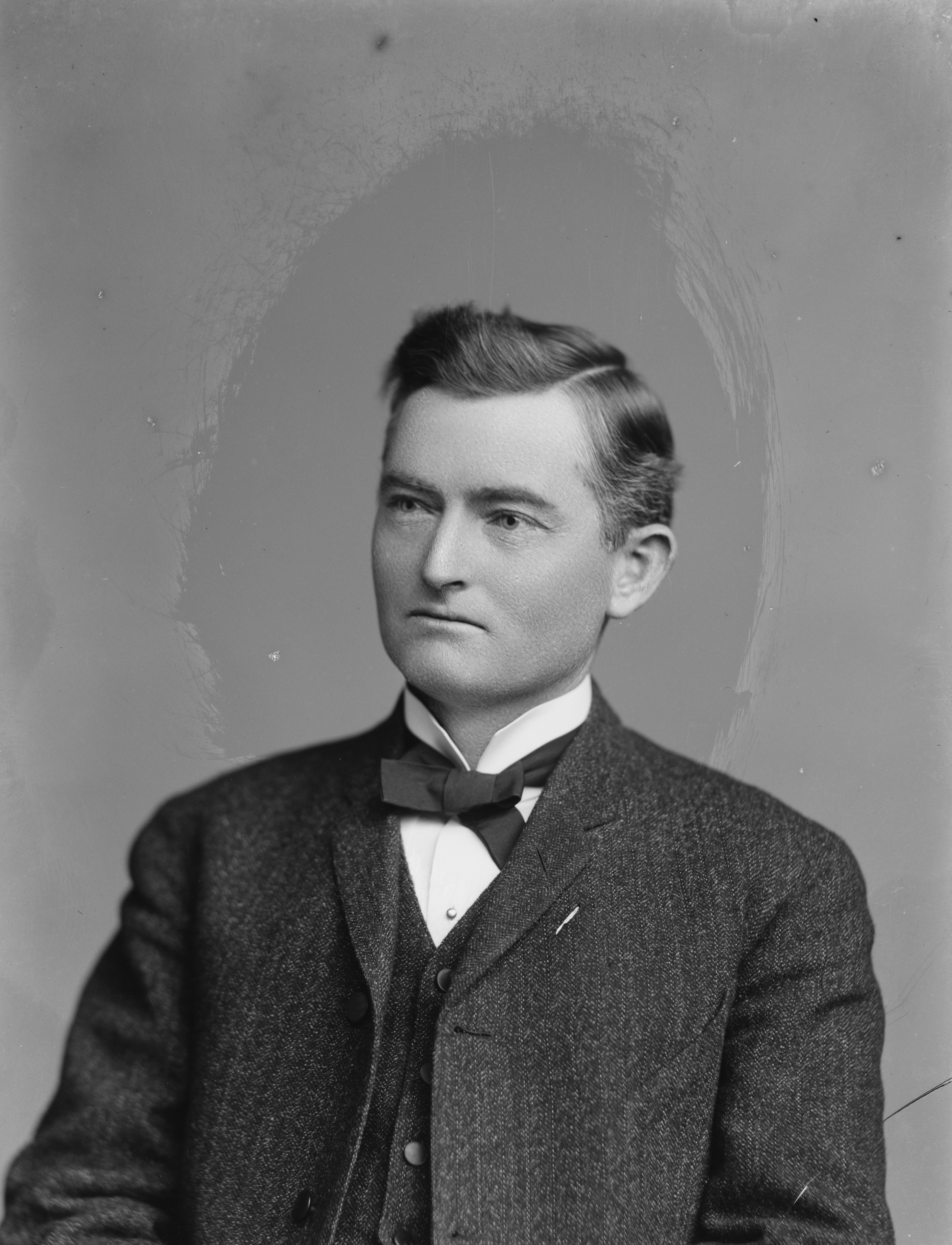
Retrat de C. M. Bell, 1903

Garner va ser elegit a la Cambra de Representants de Texas el 1898 i reelegit el 1900. Durant el seu servei, la legislatura va seleccionar una flor estatal per a Texas. Garner va donar suport ferventment al cactus de figa de moro, i per això es va guanyar el sobrenom de "Cactus Jack". Finalment, l'escollit va ser el barret blau.
Garner també va redactar una resolució que hauria dividit Texas en cinc estats. Va ser aprovat per la Cambra de Representants de Texas, però va ser vetat pel governador.
El 1901, Garner va votar a favor de l'impost electoral, una mesura aprovada per la legislatura, dominada pels demòcrates, per dificultar el registre de votants i reduir el nombre de votants de minories i pobres a les llistes de votants. Això va privar la majoria dels votants de les minories del dret a vot fins a la dècada del 1960 i va posar fi als desafiaments al poder demòcrata; Texas es va convertir en efecte en un estat unipartidista.
Garner va viatjar per parts del sud de Texas controlades pel sistema de patrons, guanyant-se el favor polític dels terratinents que exercien un control gairebé complet de la població local i de les eleccions locals. Els seus aliats patrons van crear un districte administrat per a ell, el 15th congressional district, format en una franja estreta que s'estén cap al sud per incloure desenes de milers de milles quadrades de zones rurals.

## Cambra de Representants
Garner va ser elegit per primera vegada a la Cambra de Representants dels Estats Units el 1902. Va ser elegit pel districte 14 vegades posteriors, i va exercir el càrrec fins al 1933. La seva dona cobrava i va treballar com a secretària privada durant aquest període. Al llarg de la seva carrera va mantenir la lleialtat als terratinents blancs que controlaven les urnes del sud de Texas. Considerava la seva base de votants mexicans com a "inferior i indesitjable en comparació amb els ciutadans nord-americans".
Garner va ser escollit per exercir com a líder de la minoria pels demòcrates el 1929, i el 1931 com a president de la Cambra de Representants dels Estats Units, quan els demòcrates van esdevenir majoria.

## Vicepresidència (1933–1941)

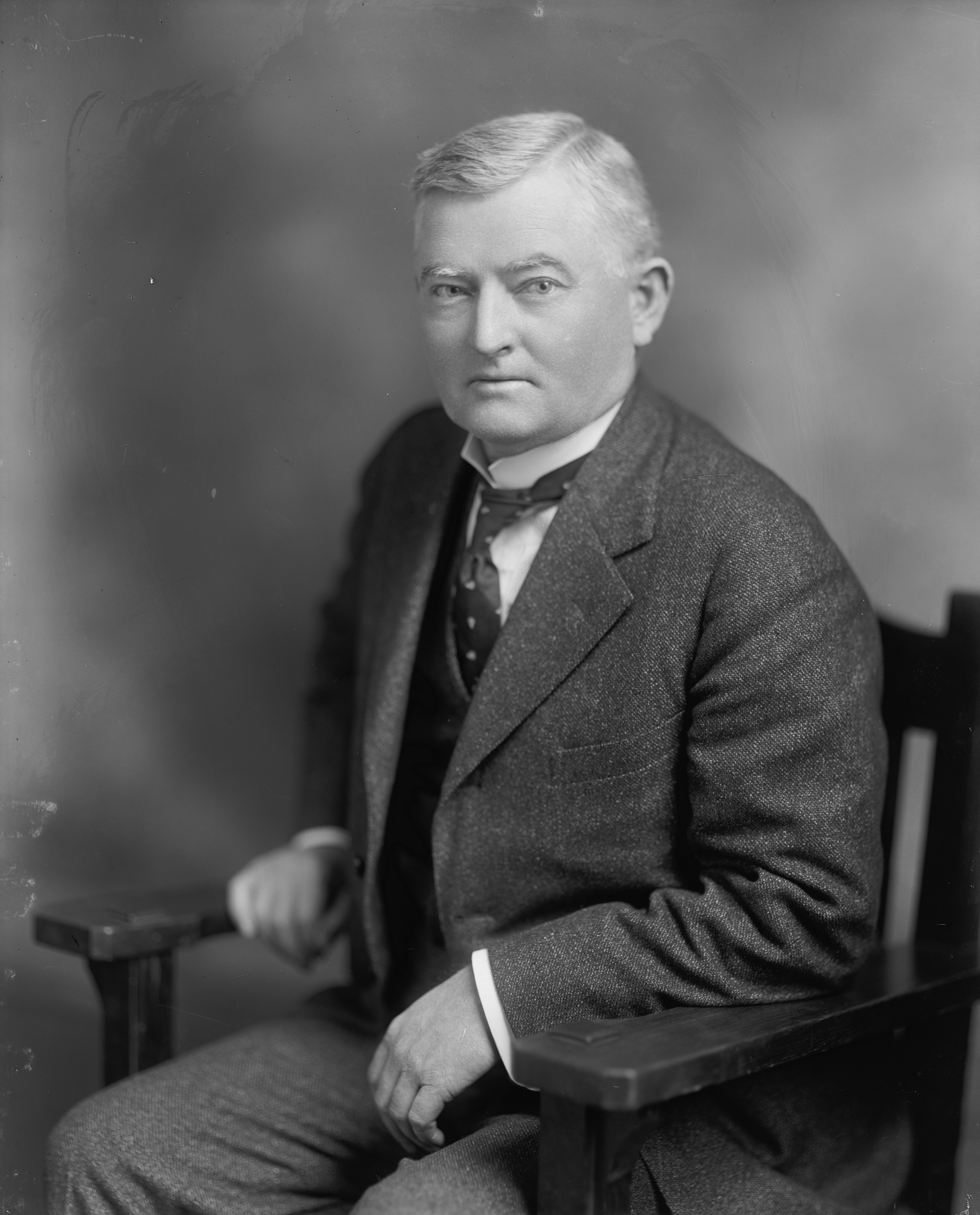
Retrat de Garner, dècada del 1930

El 1932, Garner es va presentar a la nominació presidencial demòcrata. Havia quedat evident que Franklin D.Roosevelt, el governador de Nova York, era el més fort de diversos candidats, però tot i que tenia una sòlida majoria dels delegats de la convenció, li faltaven 87,25 vots per arribar als dos terços necessaris per a la nominació. Després que Garner fes un acord amb Roosevelt, permetent així que Roosevelt guanyés la nominació, Garner es va convertir en el seu candidat a la vicepresidència.
Garner va ser reelegit al 73è Congrés el 8 de novembre de 1932, i el mateix dia també va ser elegit vicepresident dels Estats Units. El 8 de febrer de 1933, l'aleshores vicepresident Charles Curtis va anunciar l'elecció del seu successor, el president de la Cambra de Representants Garner, mentre Garner estava assegut al seu costat a l'estrada de la Cambra. Va ser el segon home, després de Schuyler Colfax, a exercir com a president de la Cambra de Representants i president del Senat. Garner va ser reelegit vicepresident amb Roosevelt el 1936, i va ocupar aquest càrrec des del 4 de març de 1933 fins al 20 de gener de 1941.
Com la majoria dels vicepresidents d'aquesta època, Garner tenia poc a fer i poca influència en les polítiques del president. Va descriure la vicepresidència com "no val la pena ni una galleda d'orina calenta" (durant molts anys, aquesta cita va ser titllada de "saliva calenta"). L'historiador Patrick Cox situa el possible origen d'aquesta cita en una conversa del 1960 amb Lyndon B. Johnson, qui va consultar Garner sobre l'oferta de John F. Kennedy de presentar-se a la vicepresidència.
Durant els primers mesos de la seva vicepresidència, Garner va exercir com a president del judici polític de Harold Louderback al Senat.
Durant el segon mandat de Roosevelt, la relació anteriorment càlida de Garner amb el president es va deteriorar ràpidament, ja que Garner no estava d'acord amb ell en una àmplia gamma de temes importants. Garner va donar suport a la intervenció federal per dissoldre la vaga de Flint, va recolzar un pressupost federal equilibrat, es va oposar al Projecte de Llei de Reorganització Judicial de 1937 per "omplir" el Tribunal Suprem amb jutges addicionals i es va oposar a la interferència de l'executiu en els assumptes interns del Congrés.

Durant el 1938 i el 1939, nombrosos líders del Partit Demòcrata van instar Garner a presentar-se a la presidència a les eleccions presidencials de 1940. Garner es va identificar com el defensor de l'establishment tradicional del Partit Demòcrata, que sovint xocava amb els partidaris del New Deal de Roosevelt. L'enquesta de Gallup va mostrar que Garner era el favorit entre els votants demòcrates, basant-se en la suposició que Roosevelt cediria a la tradició de dos mandats de llarga data i no es presentaria a un tercer mandat. Time, el va caracteritzar el 15 d'abril de 1940: 
| «       | Cactus Jack té 71 anys, és sòlid de vent i extremitats, un conservador de noguera que no representa el Vell Sud de les magnòlies, les faldilles de fusta i les verandes amb columnes, sinó el Nou Sud: lucratiu, industrial, dur, que encara s'expandeix massa ràpidament per rumiar sobre els problemes socials. Representa les torres de perforació petroliera, els xèrifs que utilitzen avions, els gratacels de les praderies, les granges mecanitzades i els barrets Stetson de 100 dòlars. El conservador John Garner atrau molts votants conservadors. | » |
| — Time, | |   |

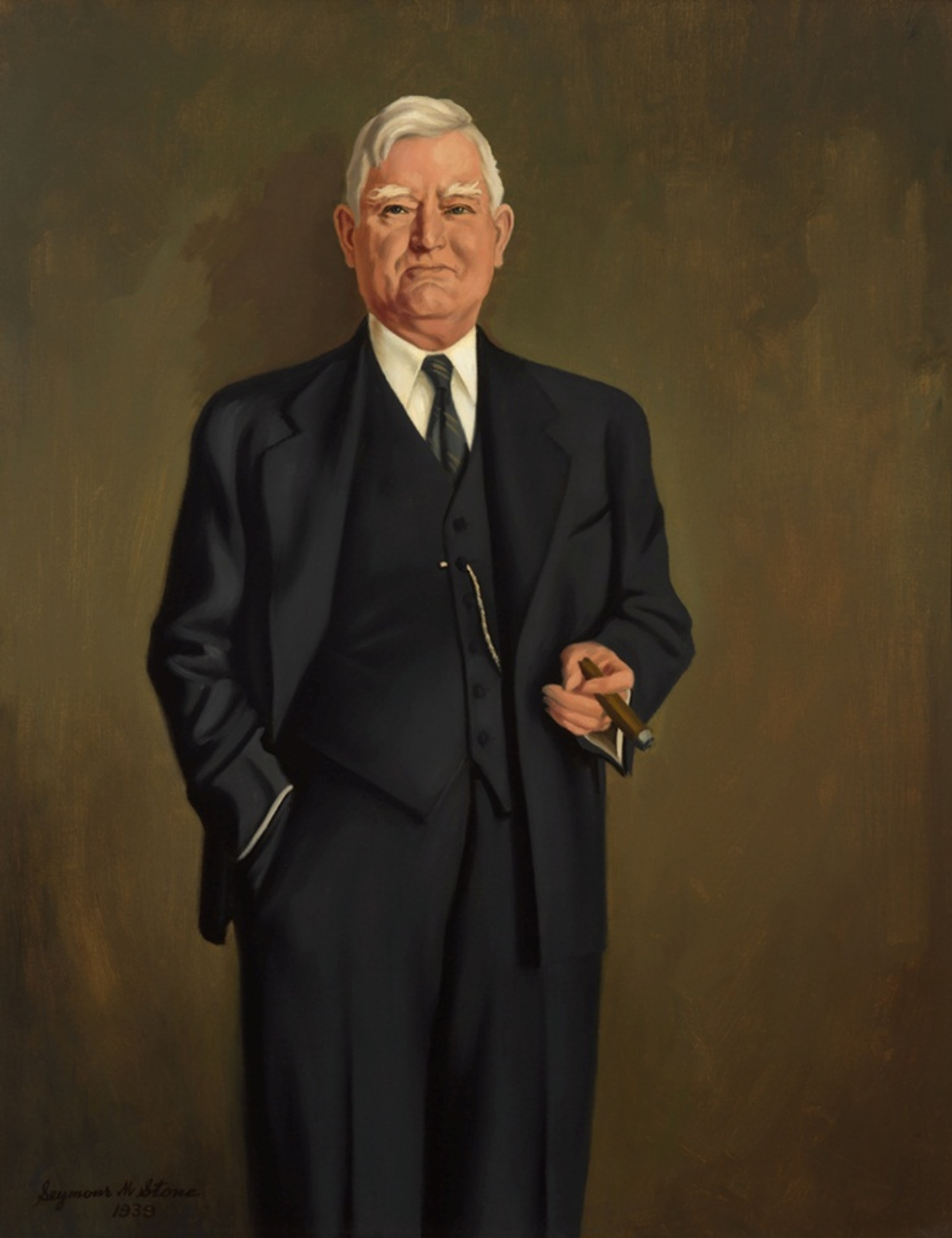
Pintura del vicepresident Garner, c. 1939

Alguns altres demòcrates no el van trobar atractiu. En un testimoni davant el Congrés, el líder sindical John L. Lewis el va descriure, utilitzant el tetràmetre, com "un vell malvat que provoca els treballadors, juga al pòquer, beu whisky i és un crac".
Garner va declarar la seva candidatura. Roosevelt es va negar a dir si es tornaria a presentar. Si ho fes, era molt poc probable que Garner pogués guanyar la nominació, però Garner es va mantenir a la cursa de totes maneres. Es va oposar a algunes de les polítiques del New Deal de Roosevelt, sobretot les relacionades amb l'atracció de treballadors, i, per principi, es va oposar que els presidents complissin un tercer mandat. Tanmateix, a Garner també se li va atribuir el mèrit d'haver dirigit diversos projectes de llei importants a través del Congrés durant l'atmosfera de crisi dels primers cent dies de Roosevelt al càrrec, i la seva relació amb el president no es va tensar fins al segon mandat de Roosevelt, quan les esperances del vicepresident d'equilibrar el pressupost i reduir els programes del New Deal es van esvair. També va participar activament en les reunions de gabinet de Roosevelt sobre política nacional i estratègia legislativa, cosa que també va comportar la transformació efectiva del càrrec anteriorment cerimonial del vicepresident dels Estats Units. Tanmateix, el pla de "saturació de judicis" del president de 1937 va eixamplar la ruptura amb Garner, i el cop final a la seva relació va arribar quan el president va intentar purgar els membres demòcrates de l'oposició del Congrés a les eleccions de 1938. A més, el 1940, Garner havia arribat a donar suport a la legislació federal contra els linxaments (encara que probablement més per oportunisme polític que per raons de principis), a la qual Roosevelt s'oposava.
A la Convenció Nacional Demòcrata, Roosevelt va orquestrar una crida "espontània" per a la seva renovació de candidatura i va guanyar a la primera votació. Garner només va rebre 61 vots de 1.093. Roosevelt va escollir Henry A. Wallace com a company de candidatura a la vicepresidència.

## Càrrec vicepresidència (1941–1967)

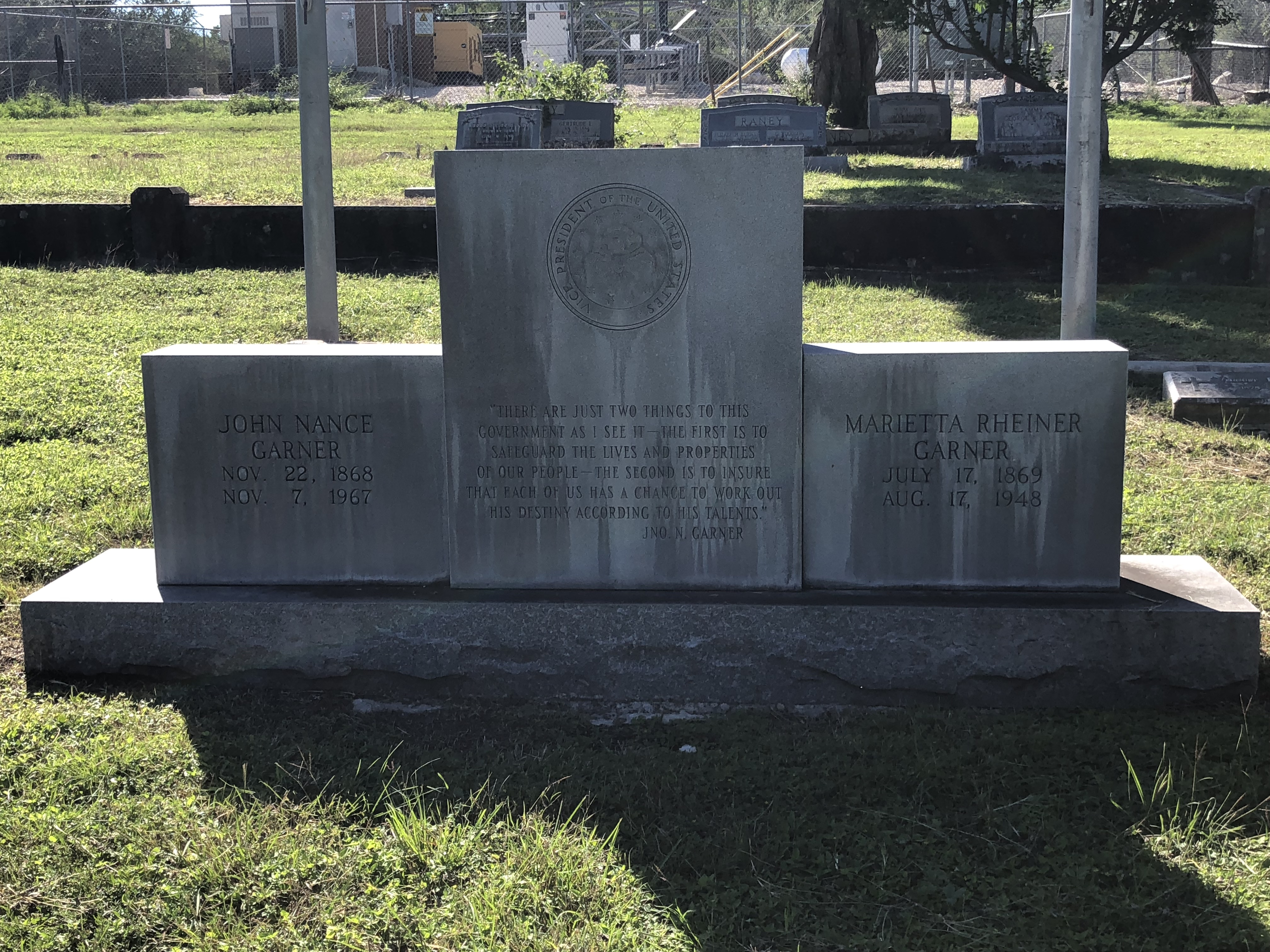
La tomba de Garner al cementiri d'Uvalde

Garner va deixar el càrrec el 20 de gener de 1941, posant fi a una carrera de 46 anys a la vida pública. Es va retirar a casa seva a Uvalde durant els darrers 26 anys de la seva vida, on va gestionar les seves extenses propietats immobiliàries, va passar temps amb els seus besnéts i va pescar. Durant la seva jubilació, va ser consultat per polítics demòcrates actius i va ser especialment proper al successor de Roosevelt, Harry S. Truman. Els seus documents es conserven al Briscoe Center for American History de la UT Austin, que també gestiona l'antiga casa de Garner com a lloc històric.
El matí del 95è aniversari de Garner, el 22 de novembre de 1963, el president John F. Kennedy el va trucar per desitjar-li un feliç aniversari. Això va ser unes hores abans de l'assassinat de Kennedy. Dan Rather va declarar que va visitar el ranxo Garner aquell matí per filmar una entrevista amb Garner.
Garner i Mariette Rheiner es van conèixer i van començar a sortir després de les eleccions primàries de 1893. Es van casar a Sabinal, Texas, el 25 de novembre de 1895. Mariette va ser la secretària del seu marit durant tota la seva carrera al Congrés i la Segona Dama dels Estats Units durant el mandat del seu marit com a vicepresident. El seu fill, Tully Charles Garner (1896–1968), va esdevenir banquer i empresari. Garner va morir d'una oclusió coronària el 7 de novembre de 1967, 15 dies abans del seu 99è aniversari. Garner continua sent el vicepresident dels Estats Units amb més anys de vida.

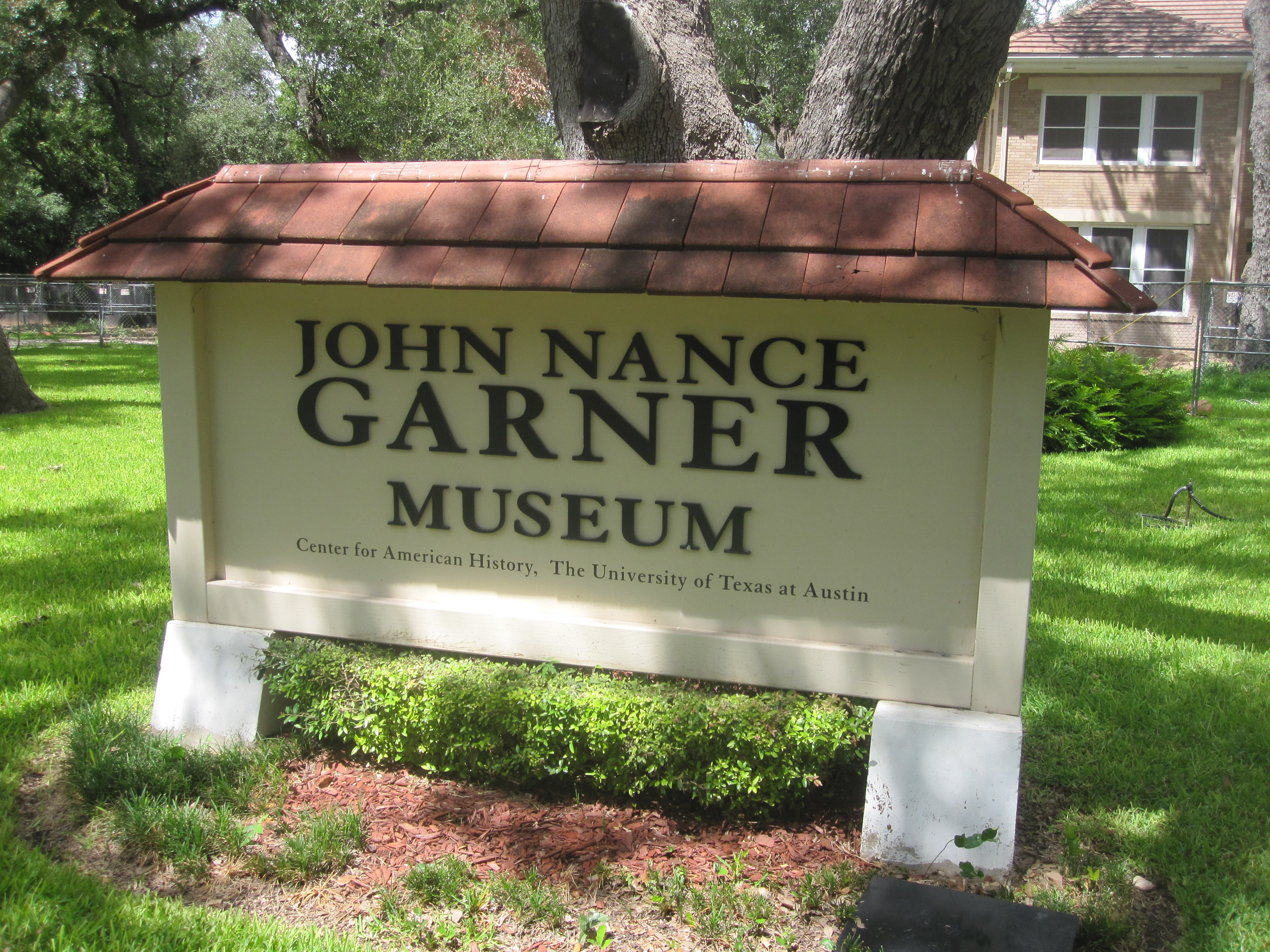
Museu Garner a Uvalde, Texas

## Llegat
Parc estatal de Garner, situat a 48 Km al nord d'Uvalde, porta el seu nom, igual que Garner Field, just a l'est d'Uvalde. El dormitori de dones del Southwest Texas Junior College a Uvalde porta el nom de la seva dona. L'escola secundària John Garner, situada al districte escolar independent del nord-est de San Antonio, també porta el seu nom.
Garner i Schuyler Colfax, vicepresidents sota Ulysses S. Grant, són els dos únics vicepresidents que han estat presidents de la Cambra de Representants abans d'esdevenir vicepresidents. Com que el vicepresident també és el president del Senat, Garner i Colfax són les úniques persones que han exercit com a presidents de les dues cambres del Congrés.